# Bens digitais

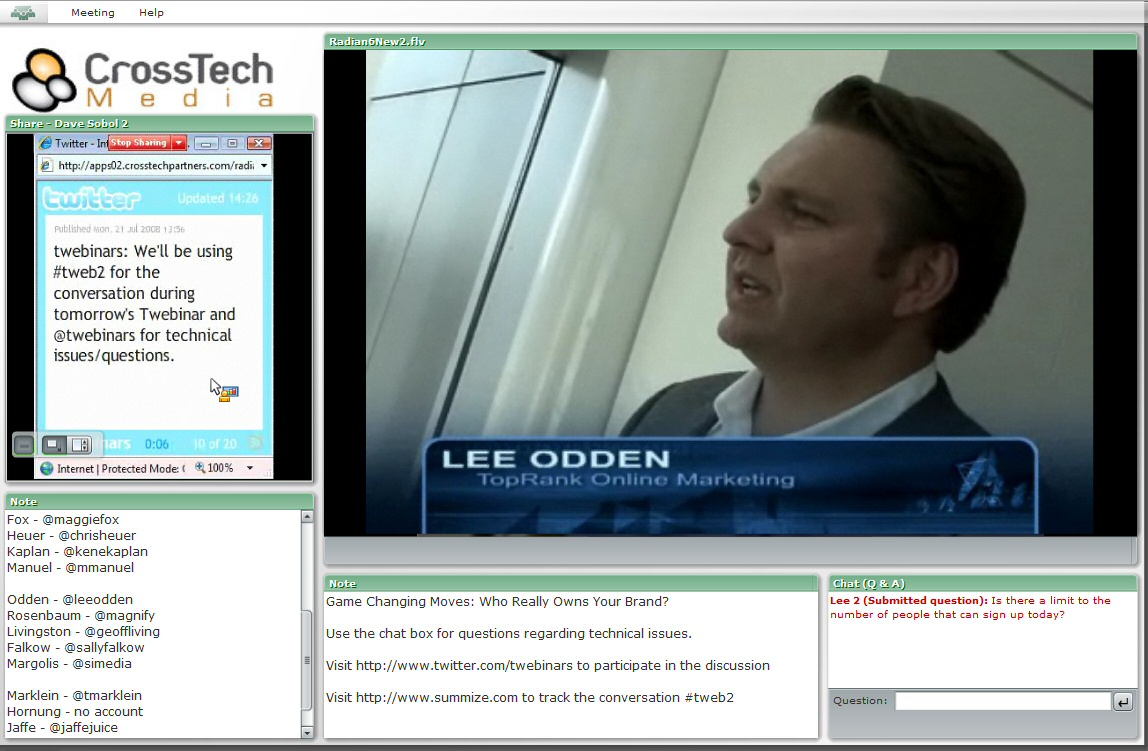
Um usuário que pagou para assistir um conferência pela internet na tela de seu computador, tem em sua posse um bem digital.

Bens digitais são bens intangíveis que existem em forma digital. Exemplos incluem este artigo da Wikipédia, seminários online, tutoriais em vídeo, mídias digitais, tais como e-books, música baixável, rádio online, televisão via internet e mídia de transmissão; fontes tipográficas e gráficos; assinaturas digitais; anúncios on-line (como comprados pelo anunciante); cupons de internet; bilhetes eletrônicos; tokens de cassino online; instrumento financeiro negociado eletronicamente; software baixável (Distribuição Digital) e aplicativos móveis; aplicativos baseado em nuvem e jogos online; bens virtuais utilizados dentro de economias virtuais de jogos on-line e comunidades; livros; planilhas; programas de afiliação; papel de parede de área de trabalho; planejadores; e-learning (cursos online); entrevistas; posts do blog; cartões; rótulos; padrões; impressões; clipart; artigos de papelaria; dom tags; temas; logotipos; fotos; gráficos para a web; modelos.

## Preocupações jurídicas de bens digitais
Preocupações jurídicas especiais sobre bens digitais incluem violação de direitos autorais e tributação.
Também a questão da propriedade (versus uso licenciado ou serviço) de bens puramente digitais não está finalmente resolvido. Por exemplo, os instaladores de software do distribuidor digital GOG.com são tecnicamente independentes para a conta, mas são ainda sujeitos a EULA, onde uma formulação "licenciado, não vendido" é utilizado. Portanto, não está claro se o software pode ser legalmente utilizado depois de uma hipotética perda de conta; uma questão que também foi levantada antes, na prática, para o serviço semelhante Steam. Em julho de 2012, por exemplo, para a União Europeia, o Tribunal Europeu de Justiça decidiu, no caso UsedSoft vs. Oracle que a venda de um produto de software, através de um suporte físico ou download, constitui uma transferência de propriedade no direito da UE, assim, a doutrina da primeira venda se aplica; a decisão, assim, quebra a teoria legal do "licenciado, não vendido", mas deixa em aberto inúmeras questões. Portanto, é também admissível revender as licenças de software, mesmo se o bem digital foi baixado diretamente da Internet, como a doutrina da primeira venda era aplicada sempre que um software fosse originalmente vendido a um cliente por um período ilimitado de tempo, assim, que proíbe qualquer fabricante de software de impedir a revenda do software por qualquer dos seus legítimos proprietários. O tribunal exige que o proprietário anterior não deve mais ser capaz de usar o software licenciado após a revenda, mas constata que as dificuldades práticas na aplicação desta cláusula não devem ser um obstáculo para autorizar a revenda, como eles também estão presentes para software que pode ser instalado a partir do suporte físico, onde a doutrina de primeira venda está em vigor. A decisão aplica-se à União Europeia, mas poderia indiretamente encontrar o seu caminho para a América do Norte; além disso, a situação poderia levar os editores a oferecem plataformas para um mercado secundário.